# 疏毛杨梅蟹
疏毛杨梅蟹（学名：Actumnus setifer）为扇蟹科杨梅蟹属的动物。分布于日本、泰国、塔希提、澳大利亚、印度、锡南、波斯湾、红海、南非以及中国大陆的广东、福建等地，生活环境为海水，多生活于浅海岩石缝或珊瑚礁中。